# 徐春芳

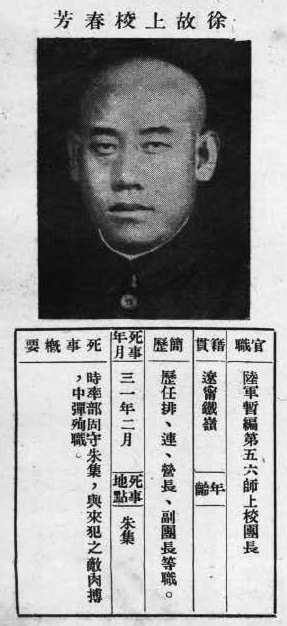
《抗戰軍人忠烈錄》（第一輯）中的徐春芳烈士遺像

徐春芳（1906年—1942年2月），是一位籍貫遼寧鐵嶺的國民革命軍上校。
抗日戰爭期間，他成為暫編五十六師三團上校團長。
1942年2月，他率領三團官兵200餘人鎮守朱集，並在與日軍展開拼殺時不幸中彈殉職。